# 氰化锑
氰化锑是一种无机化合物，化学式为Sb(CN)3。该化合物直至2016年才有报道。

## 制备
三氟化锑和三甲基氰硅烷反应，可以制得Sb(CN)3的聚合物，反应在THF或乙腈溶剂中发生：
SbF3 + 3 Me3SiCN → Sb(CN)3 + 3 Me3SiF
当溶剂更换为离子液体[BMIm][OTf]（其中[BMTm+]=1-丁基-3-甲基咪唑鎓，OTf−=三氟甲磺酸盐），进行反应，再用THF处理生成物，产生单体：
SbF3 + 3 Me3SiCN → [溶剂中间体] → Sb(CN)3·2THF

## 锑氰酸盐
氰化锑不能进一步和氰化物反应，形成锑氰酸盐，但是将三氟化锑、三甲基氰硅烷直接和弱配位阳离子的氰化物（如[Ph4P]+CN-）反应，可以得到[Ph4P]2[Sb(CN)5]。
SbF3 + 3 Me3SiCN + 2 [Ph4P]CN → [Ph4P]2[Sb(CN)5] + 3 Me3SiF
该配合物属于正交晶系，空间群为Pbca。